# Swæfred
Swæfred o Suebred fou rei d'Essex conjuntament amb el seu germà, Sigeheard, del 694 a 709, succeint al seu pare Sæbbi.
El 705 s'allunyà del Rei Ine de Wessex per oferir refugi als seus rivals al tron. Al Sínode de Brentford, acorden expulsar-los d'Essex a canvi que el Rei Ine prometés no atacar Essex. La cronologia exacta dels darrers anys del seu regnat és incerta. No es coneix si van governar junts fins al 709 o si Swæfred morí abans.
Swæfred envià dues cartes referents a les terres a Nazeing per l'establiment d'un convent de monges, tot i que aquestes cartes només han arribat a través de còpies posteriors. Va emetre posteriorment una altra carta relacionada amb les terres de la península de Dengie. Se li atribueix una carta relacionada amb les terres de Twickenham (S65). Aquesta carta s'ha descrit possiblement com espúria, tot i que escriptors recents han conclòs que no hi ha cap raó per dubtar de la seva autenticitat.
L'any 709, Offa, fill del seu pare rei i més tard rival, Sighere fou com a mínim en aparença l'hereu i potser corregent d'Essex quan va viatjar amb el rei Coenred de Mèrcia a Roma. Succeí a Swæfred i Sigeheard.